# Araneus diadematus
Araneus diadematus Clerck, 1757, noto comunemente con la denominazione di ragno crociato, è un ragno della famiglia Araneidae.

## Descrizione
Le dimensioni del maschio vanno dai 5,5 mm ai 13 mm, mentre la femmina va dai 6,5 mm ai 20 mm. La colorazione va dal rosa al marrone, chiaro o scuro. Il suo nome deriva dal disegno a croce formato da macchie bianche visibile sul dorso, di colore biancastro, dovuto alla presenza di cellule riempite di guanina come sottoprodotto del metabolismo delle proteine.

## Biologia
Può essere preda di uccelli, anfibi o lucertole. I ragni crociati hanno una durata di vita di 1-2 anni, le femmine muoiono poco dopo aver deposto le uova.

### Comportamento
Come gran parte dei membri della famiglia Araneidae (di cui è l'esponente più comune) trascorre il proprio tempo al centro o ai bordi di una struttura di seta orbicolare appesa ai fusti delle piante, che, oltre a rappresentare la "dimora" del ragno, costituisce un vero e proprio campo di battaglia nel caso in cui una qualsiasi preda di opportune dimensioni vi rimanesse impigliata. Se disturbato tende di solito a darsi alla fuga piuttosto che reagire in modo aggressivo; il morso non ha assolutamente conseguenze gravi per l'uomo e provoca solo un leggerissimo pizzicore.

### Alimentazione
Si nutre di insetti volanti di medie dimensioni, come api, mosche, vespe e farfalle.

### Riproduzione
Raggiungono la maturità sessuale a 4 mesi.
Durante il corteggiamento, il maschio approccia la femmina, ben più grande di lui, con cautela, pena il rischio di venire divorato da essa. La femmina depone alla fine dell'estate 500 uova in un bozzolo, che si schiuderanno dopo 9 mesi.

## Distribuzione e habitat
La specie è stata rinvenuta in diversi giardini e boschi con alberi radi della regione olartica.
Un altro habitat è costituito dalle zone riparie con vegetazione prevalente di Rubus sp. e Salix spp. 

## Tassonomia
Non sono stati esaminati esemplari di questa specie dal 2009.
Attualmente, a dicembre 2013, sono note quattro sottospecie:
- Araneus diadematus islandicus (Strand, 1906) — Islanda
- Araneus diadematus nemorosus Simon, 1929 — Francia
- Araneus diadematus soror (Simon, 1874) — Corsica
- Araneus diadematus stellatus (C. L. Koch, 1836) — Europa

## Galleria d'immagini

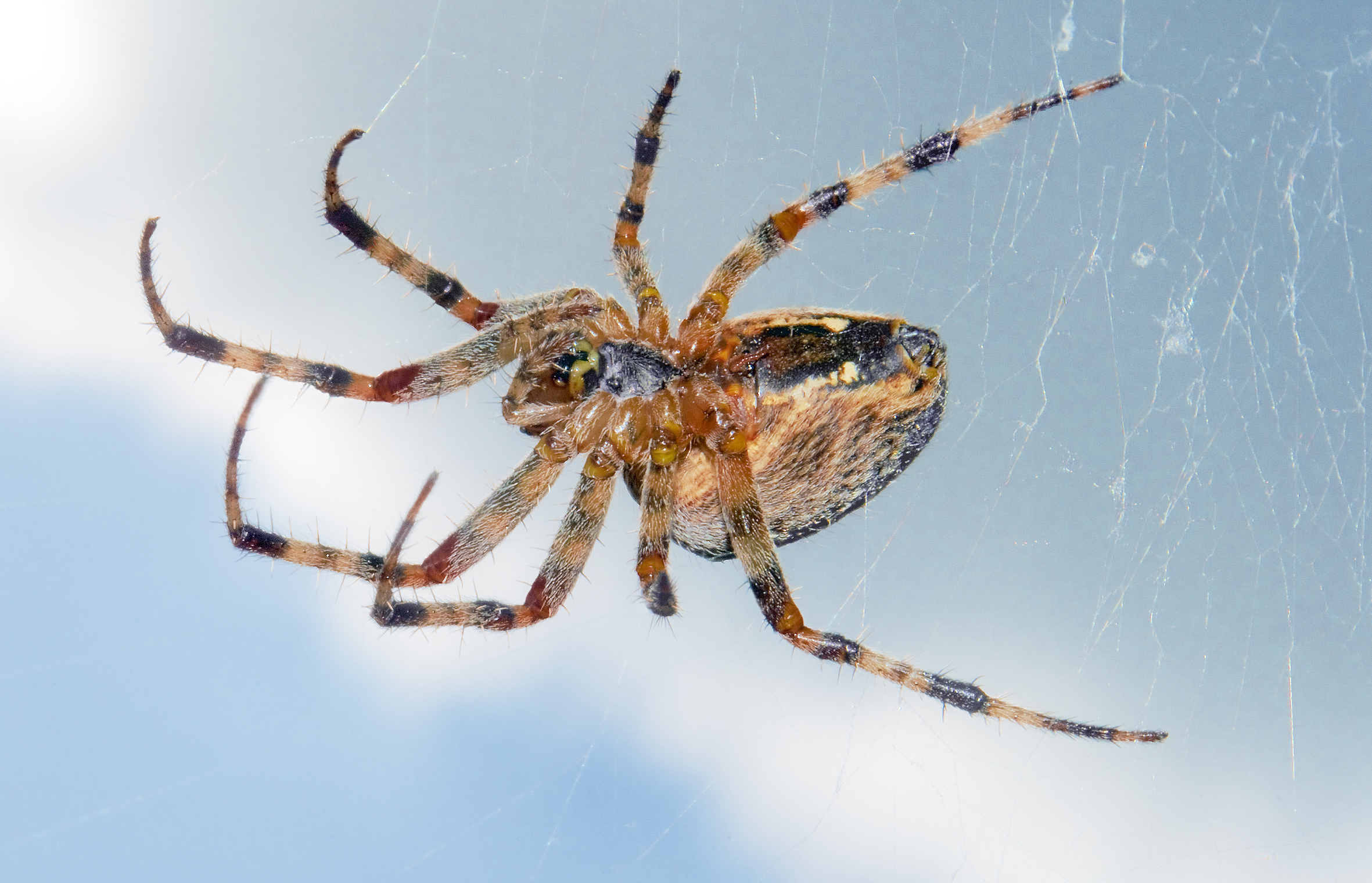
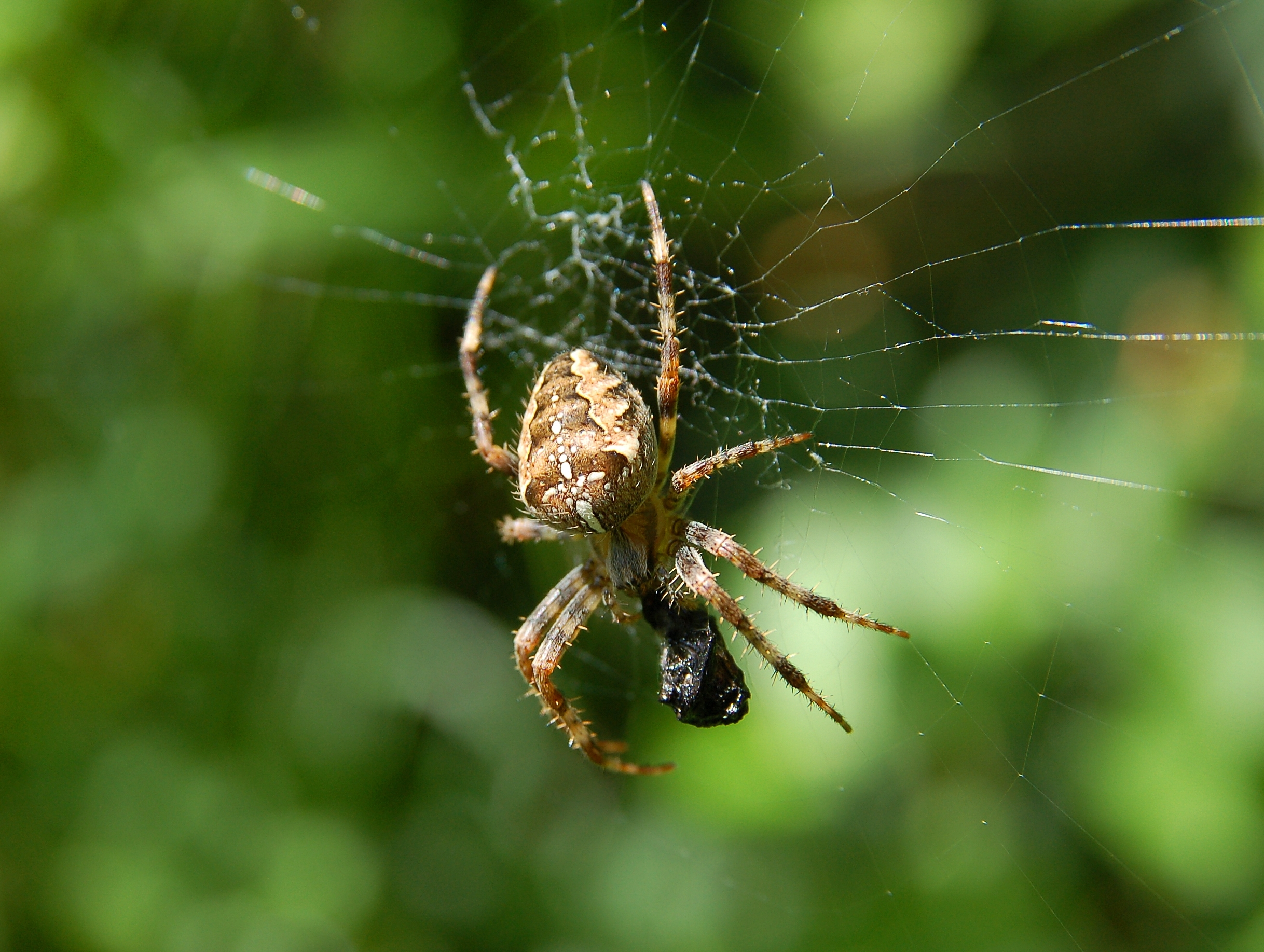
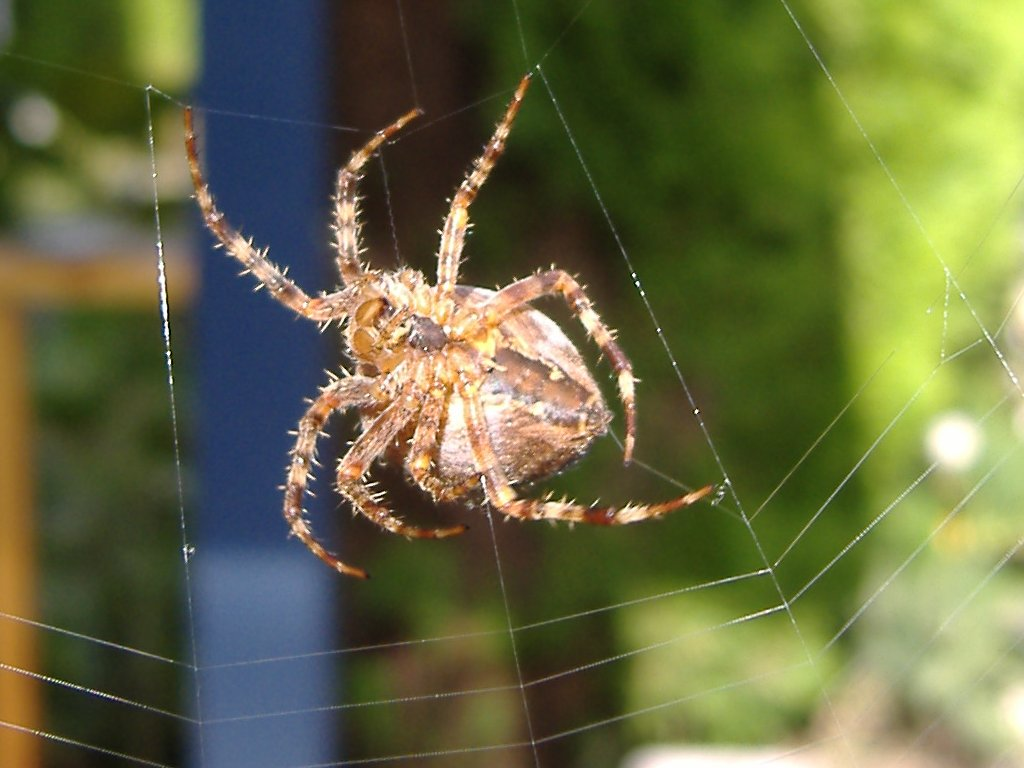
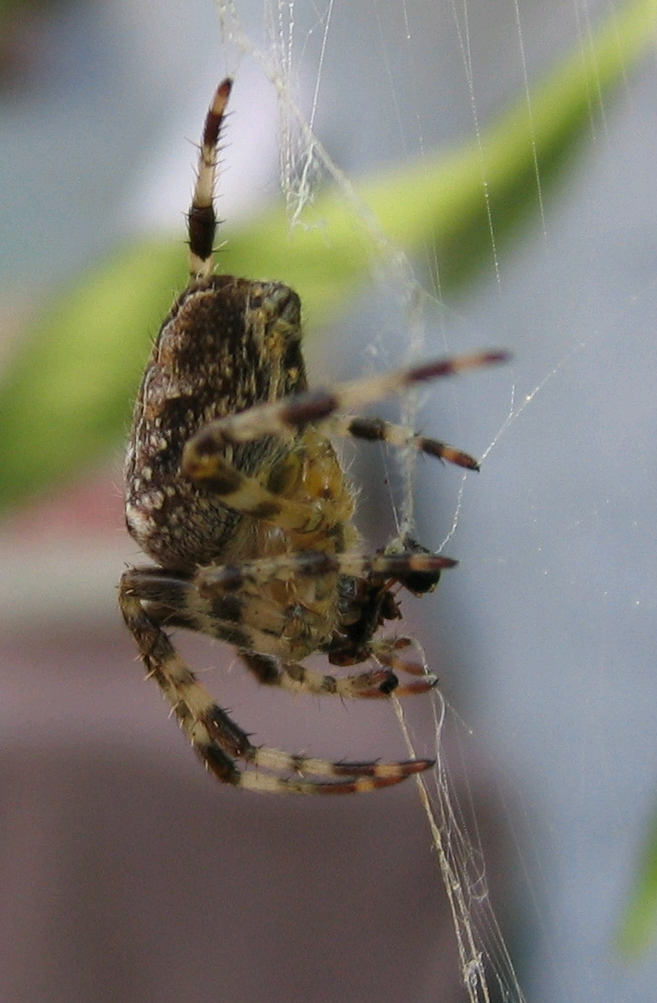
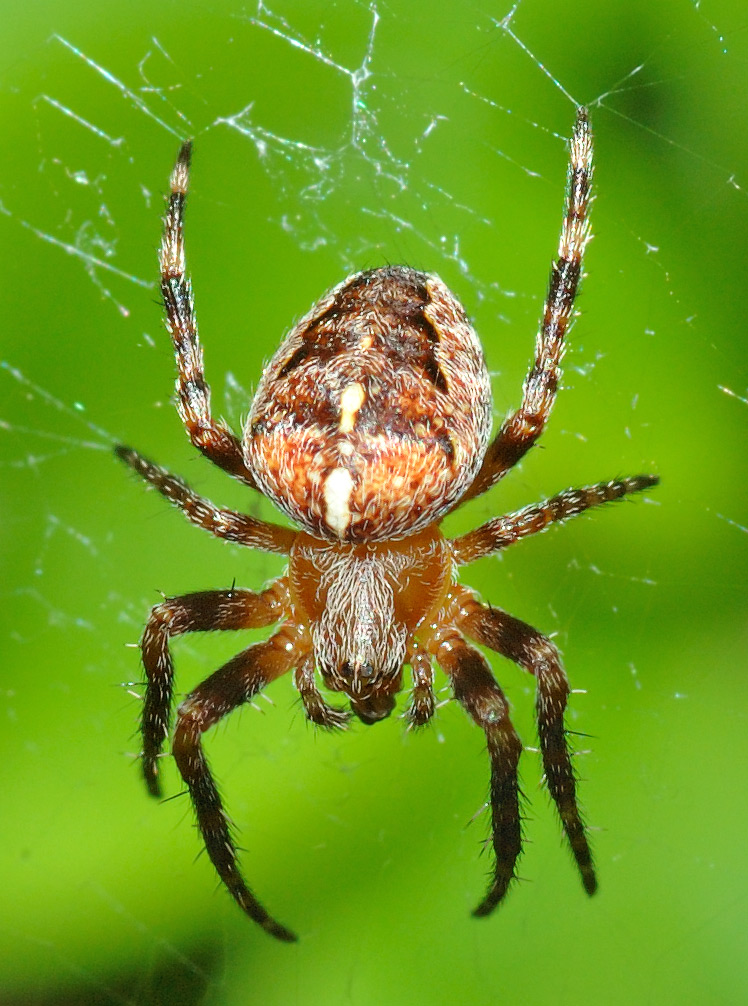
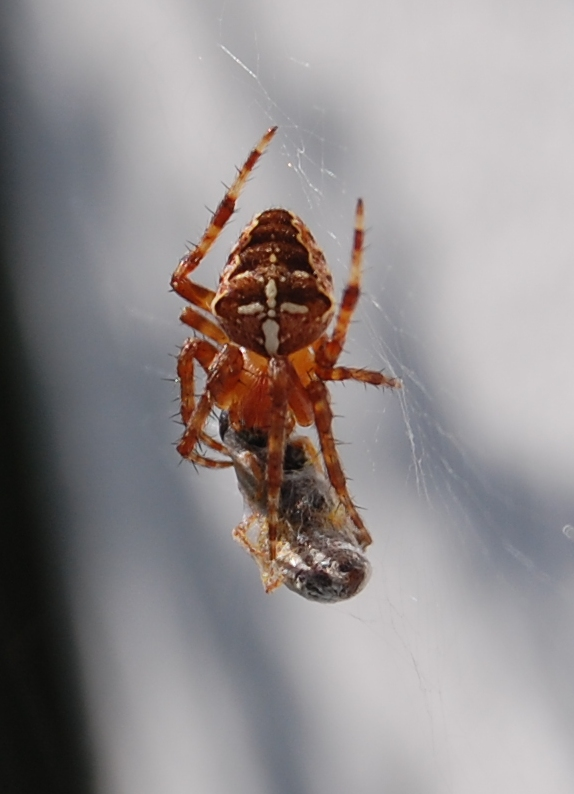
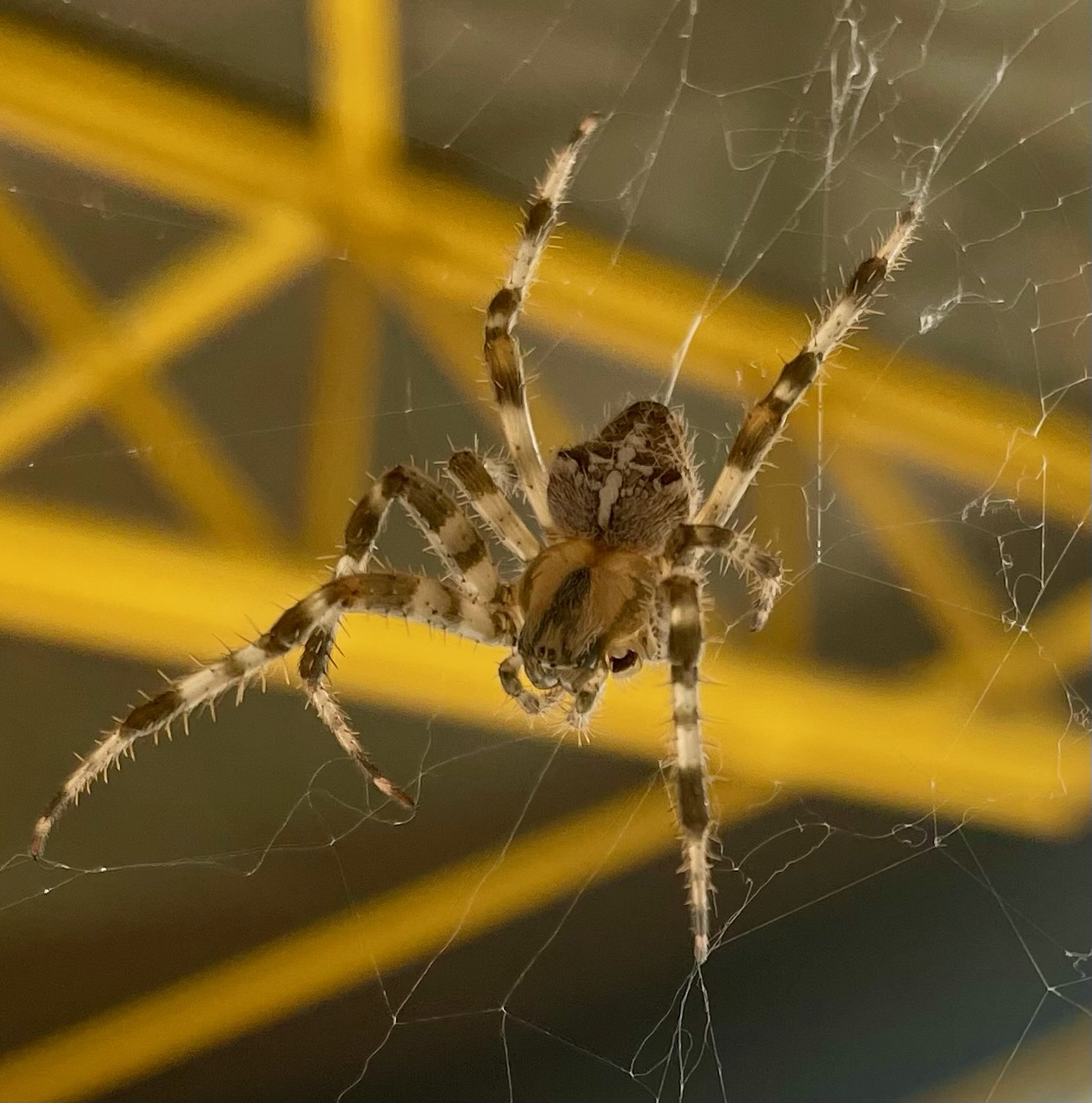
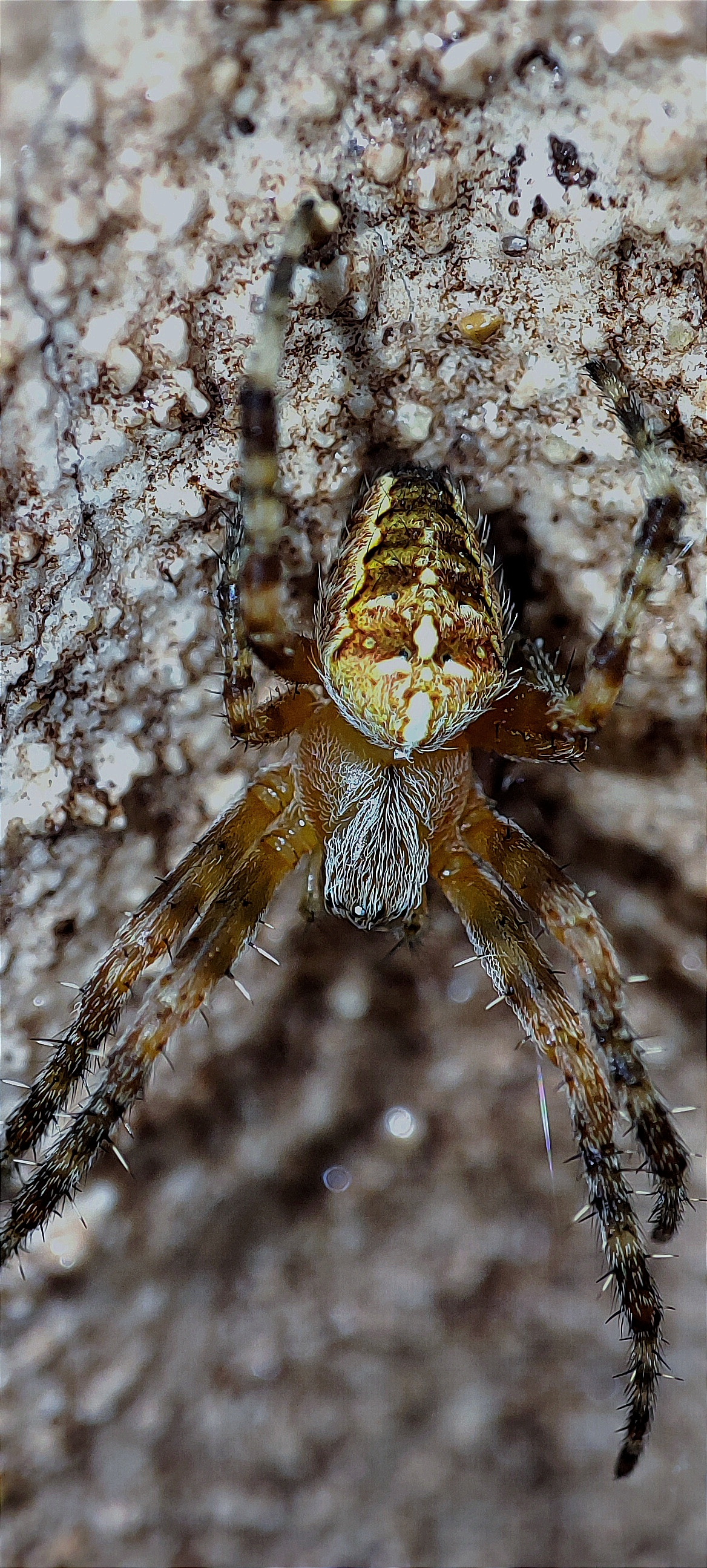